# Scopa di Quindici
A Scopa di Quindici é um jogo de cartas italiano variante da Scopa. É conhecida no Brasil também como "Escopa" ou "Escopa de 15". A partir da Scopa di Quindici se desenvolveram as variantes espanhola "Escoba" e portuguesa "Escova".

## Objetivo do jogo
Capturar a maior quantidade de cartas que estiverem sobre a mesa, fazendo combinações de 15 pontos com uma carta da mão e uma ou mais cartas da mesa, tentando obter em conjunto: o settebello (sete de ouros); o maior número de ouros; os setes, os seis, ou ases; scopas, ou seja, deixar a mesa sem cartas quando se faz capturas várias vezes.

## Número de jogadores
A Scopa di Quindici pode ser jogada de duas até quatro pessoas. Com quatro jogadores estes formam duplas, cada um ficando de frente ao seu respectivo parceiro de equipe.

## Tipo de baralho
No jogo utiliza-se um maço de baralho italiano tradicional de 40 cartas. Se for utilizado o baralho espanhol deve-se remover os oitos e os noves. Se o baralho francês for utilizado removem-se os oitos, os noves e os dez.

## Ordem e valor das cartas
A ordem das cartas, da maior para a menor, e seus respectivos valores são: rei, 10; cavalo, 9; valete, 8; sete, 7; seis, 6; cinco, 5; quatro, 4; três, 3; dois, 2; ás, 1.
Usando o baralho francês, a dama equivale ao cavalo.

## Distribuição das cartas
O carteador embaralha as cartas e as entrega para o jogador a sua esquerda para que este faça o corte do maço, depois distribui três cartas, entregues de uma em uma, para cada um dos jogadores iniciando pelo adversário ou pelo jogador que estiver a sua direita (quando estiverem jogando três ou quatro jogadores), distribuindo  no sentido anti-horários (três ou quatro jogadores) até todas as cartas serem entregues. Em seguida são colocadas quatro cartas viradas para cima sobre a mesa.

## Desenvolvimento do jogo
O jogodor adversário (quando estiverem jogando apenas dois jogadores) ou o que estiver a direita do carteador (três ou quatro jogadores) inicia a partida jogando uma carta. 
A carta jogada poderá ou não captura cartas. 
Se sobre a mesa houver uma ou mais cartas que combinadas com uma carta da mão somem 15 pontos, estas cartas da mesa são capturadas. 
Não havendo possibilidade de formar uma combinação de 15 pontos, a carta jogada deve ficar sobre a mesa. 
O jogo seguirá sempre na direção do jogador que estiver a direita (jogo com três ou quatro pessoas).
Caso estejam jogando quatro pessoas a pilha de cartas capturadas por uma dupla devem ficar na frente do primeiro membro de equipe que fizer uma captura.
Caso se capture todas as cartas da mesa, fez-se uma scopa e deve-se deixar uma carta desvirada na pilha de cartas capturadas para marcar cada scopa feita.
Ao final do jogo a carta ou as cartas que estiverem sobre a mesa vão para o último jogador que tiver feito uma captura.
Uma scopa feita como sendo o último lance da partida, ou seja quando nenhuma carta for mais jogada sobre a mesa, não vale ponto.

## Pontuação
Ao final do jogo cada jogador ou equipe faz a contagem dos pontos a partir da seguinte pontuação:
| Carte      | Maior quantidade de cartas                                              | 1 ponto |
| Scopa      | Cada limpeza da mesa, exceto se for o último lance                      | 1 ponto |
| Settebello | Obtenção do sete de ouros                                               | 1 ponto |
| Denari     | Obtenção da maioria das cartas de ouros                                 | 1 ponto |
| Primiera   | Maior valor obtido a partir da soma das cartas mais altas de cada naipe | 1 ponto |

Caso ocorra empate em carte, denari ou primiera nenhuma equipe recebe os pontos respectivos.

## Primiera
Para o cálculo da Primiera, ou seja o conjunto das cartas de maior valor de cada naipe usase-a seguinte ordem de pontuação:
| Sete   | 21 pontos |
| Seis   | 18 pontos |
| Ás     | 16 pontos |
| Cinco  | 15 pontos |
| Quatro | 14 pontos |
| Três   | 13 pontos |
| Dois   | 12 pontos |
| Rei    | 10 pontos |
| Cavalo | 10 pontos |
| Valete | 10 pontos |

A equipe soma apenas a carta mais alta de cada naipe que possuir.

## Scopa d'Undici
A Scopa d'Undici é a variante da Scopa di Quindici, em que é necessário uma combinação no valor de 11 pontos para se capturar cartas.